# Mastigoteuthis flammea
Mastigoteuthis flammea är en bläckfiskart som beskrevs av Chun 1908. Mastigoteuthis flammea ingår i släktet Mastigoteuthis och familjen Mastigoteuthidae. Inga underarter finns listade i Catalogue of Life.

## Bildgalleri

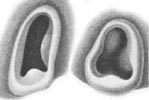
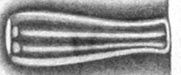